# 俄亥俄级核潜艇
俄亥俄级核潜艇（Ohio-class submarine）是美国1976年开始建造的核动力潜艇等級，與蘇聯的颱風級潛艦同為冷戰時期典型產物。美国海军原本計劃建造24艘俄亥俄级弹道导弹潜艇。苏联解体後，美國政府於1994年進行了核武勢態評估。報告認為18艘服役中的俄亥俄级只需保留14艘，已能滿足核威脅部署需求，建議首4艘提早退役。國防部後來建議把首4艘俄亥俄级改裝成巡航导弹核潜艇，並得到國會支持。
每艘SSBN版的俄亥俄級潛艦均装备有24枚三叉戟（Trident）潜射弹道导弹，故这些潜艇也被称为三叉戟级潜艇，提供美国贯彻“核三位一体”思想的战略核武器库的海基力量。至於後期改造的SSGN版俄亥俄級則能够携带多达154枚、攜帶常规弹头的战斧巡航导弹。新一代哥倫比亞級核潛艇於2010年開始建造，將逐步取代14艘俄亥俄级弹道导弹潜艇。

## 簡介
依照同級艦中的首號艦俄亥俄號（USS Ohio SSBN/SSGN-726）而命名的俄亥俄级，是美國核子攻擊武力的主幹，目前仍作為彈道潛艦用途的14艘同級艦所携带的战略核弹头數量，約佔美国所擁有的核彈頭總數50%（具体数字為高度机密，无从得知）；但是这一数字并未超过各类战略核武器限制条约的限定数量。尽管在巡航过程中其上的导弹并未预定目标，但是如有需要，其作战平台亦能通过安全而不间断的海上通信链路快速锁定目标。俄亥俄级潛艦是美国海军建造过的最大型的潜艇，其排水量和体积在全球范围内仅次于俄罗斯的台风级核潜艇（俄罗斯最新的北风之神级核潜艇的潜航排水量大于俄亥俄级潜艇，但是水上排水量则较小）。
俄亥俄级潜艇是专门为范围扩展后的战略核威慑巡逻而设计的。每艘潜艇共有两组工作人员轮值，代号为“蓝色”和“金色”，替换时间为100天。为了减少在港口停泊用以船员更替和补给的时间，潜艇上装备了3个大型的物流舱口，为补给和维修提供了大口径的通道。通过这些舱口，工作人员能够快速地运输供给托盘、设备更新模块和机械部件，显著缩短了补给、维修所需的时间。按照设计，该级别潜艇可在无需大修的情况下运作15年。据称，该级别潜艇在隐身状况下的巡航速度为20节（37公里/小时）——以往的潜艇在该情况下的时速一般只能达到6节（11公里/小时），不过这一数据仍未得到确证。
除了為了紀念已逝華盛頓州參議員亨利·M·杰克逊（Henry M. Jackson）而以人名作為艦名的SSBN-730之外，其他的俄亥俄级潜艇均承襲原本是戰艦所使用的命名原則，以美国各州命名。

## 历史
首批8艘俄亥俄级潜艇最初均装备了24枚三叉戟I型导弹。而从第九艘“三叉戟”级核潜艇——田纳西号潜艇 (SSBN-734)开始的各艘潜艇则装备了升级后的三叉戟Ⅱ型导弹。每一枚的三叉戟Ⅱ型导弹均携带了8个多目标重返大气层载具，所具备的核威慑力比三叉戟I型导弹大得多。从2000年的阿拉斯加号潜艇 (SSBN-732)开始，海军开始将剩余的三叉戟I型导弹更换为三叉戟Ⅱ型，至2008年中期全部更换完毕。
首批8艘俄亥俄级潜艇曾入驻基察普海军基地取代当时计划退役的数艘携带北极星弹道导弹的潜艇。剩余的10艘俄亥俄级潜艇最初入驻了美国海军金斯湾潜艇基地，取代巡航大西洋的携带有海神弹道导弹和三叉戟弹道导弹的潜艇。之后，其中的四艘潜艇进行了改装，成为巡航导弹核潜艇（见下文）；在此期间，共有五艘潜艇——宾夕法尼亚号潜艇 (SSBN-735)、肯塔基号潜艇 (SSBN-737)、内布拉斯加号潜艇 (SSBN-739)、缅因号潜艇 (SSBN-741)和路易斯安那号潜艇 (SSBN-743)从金斯湾潜艇基地转移至基察普海军基地。进一步的潜艇换防则依据美国的战略需要进行调整。

### 改装为巡航导弹核潜艇

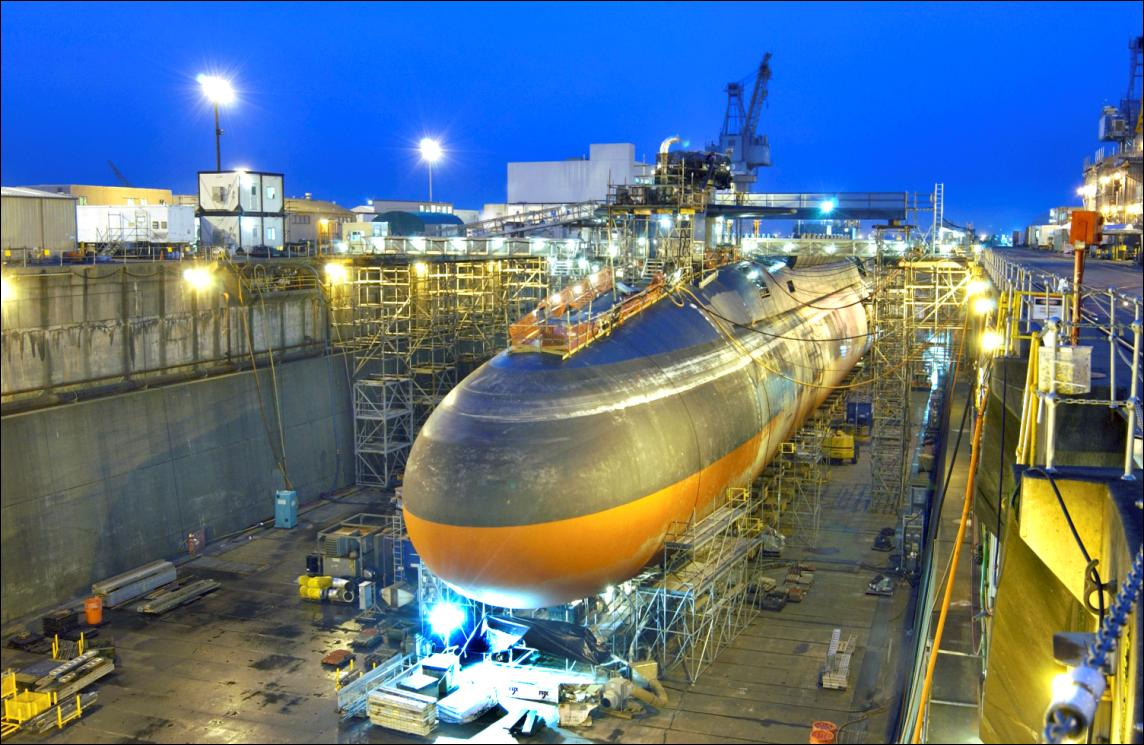
改装中的俄亥俄号潜艇

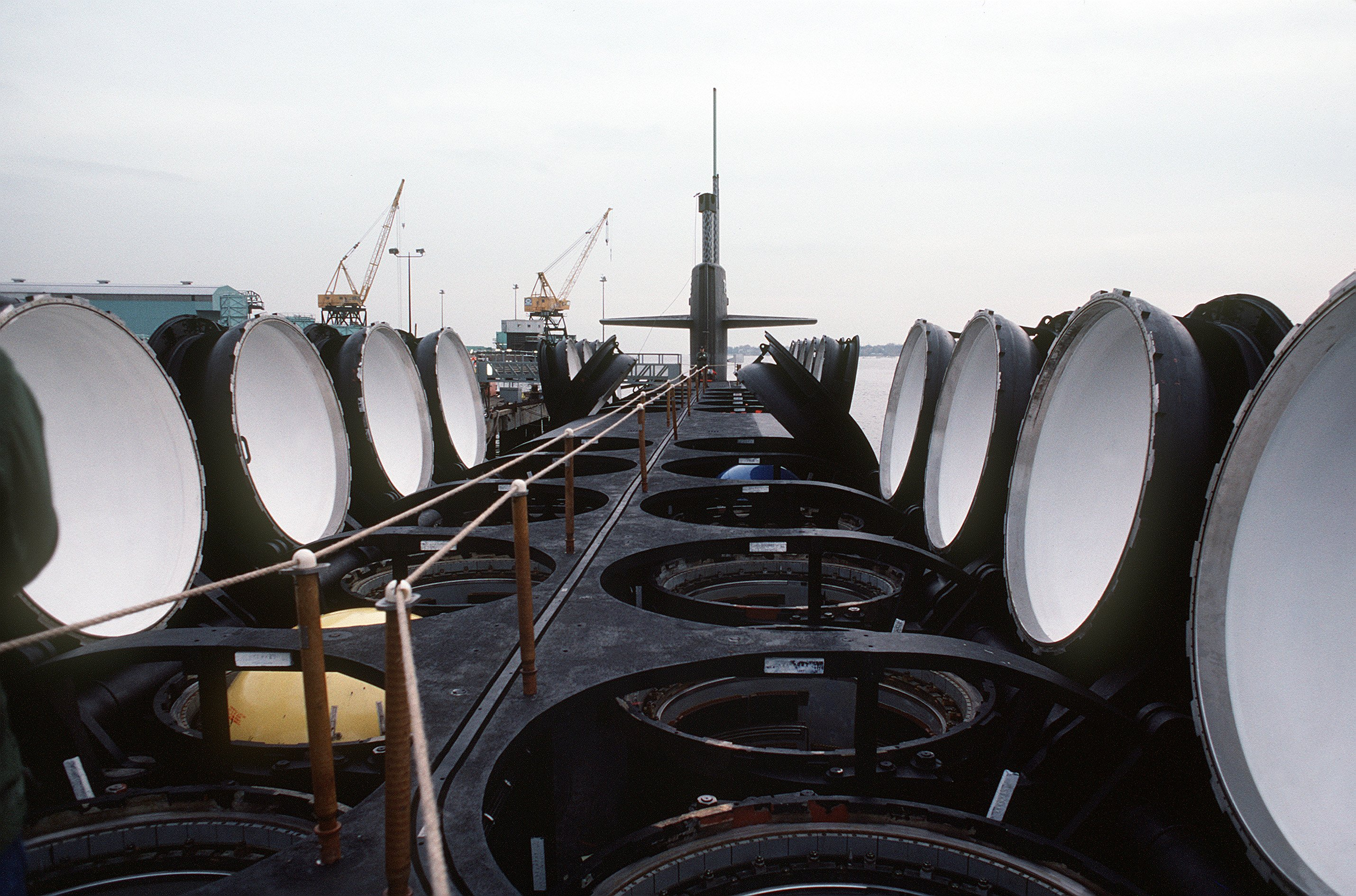
飛彈射口

冷战结束之后的2002年，最初以俄亥俄级潜艇为基础的战略计划寿终正寝，取而代之的是另外三个姐妹计划。为此，俄亥俄号潜艇 (SSGN-726)、密歇根号潜艇 (SSGN-727)、佛罗里达号潜艇 (SSGN-728)和佐治亚号潜艇 (SSGN-729)进行了改装，成为携带常规制导导弹的巡航导弹核潜艇。
从2002年开始，至2010年，每艘潜艇上24个88英寸（2.2米）直径三叉戟弹道导弹发射管中的22个将被改装成舰载垂直发射系统，其中的每个系统均为包含7枚战斧巡航导弹的发射簇。依次配置，每艘潜艇最多能够携带154枚战斧巡航导弹，相当于一个水面战斗集群的标准配备。这批潜艇的其他可能有效载荷还包括新一代的超音速和超高音速巡航导弹、中程潜射弹道导弹、无人航空载具、小型空射诱饵弹，以及针对反潜侦察和战斗、监视侦察任务、反水雷战而设置的传感器，如AN/BLQ-11长期水雷侦测系统、钻孔式普遍浮力发射器、隐身担负式胶囊系统等。
导弹发射管中亦有空间储存能够延长特种兵前沿部署时间的补给容器。
剩余的两个三叉戟弹道导弹发射管则被改装成水流控制腔室。在特别行动中，潜艇能够加装先进海豹输泳系统和外部干甲板掩体，艇内亦能多容纳66名执行特别行动的海员或海军陆战队——如海豹部队的队员。升级过程中加装的通信系统使得这批巡航导弹核潜艇能够成为布置在战略前沿的秘密的小型联合作战指挥中心。
2002年9月26日，美国海军与通用动力电船公司签订了一项4亿4290万美元的合同，后者开始了巡航导弹核潜艇改装工程的第一期工作。而所涉及的4亿多美元的款项仅为计划表中首批两艘潜艇的初期改装工作的工程款。2002财年美国政府再次为此项目投入3亿5500万美元的采购费用，2003财年美国政府继续投入8亿2500万美元；而依据公布的五年防务预算案，美国政府将在2004财年追加投入9亿3600万美元，2005财年则为5亿500万美元，2006财年为1亿7000万。就此，平均每艘潜艇的改装花费了近7亿美元。
2002年11月，俄亥俄号潜艇进入船坞开始为期36个月的燃料补给和大修。通用动力电船公司于2006年1月9日宣布该艇的改装工作完成。改装后的俄亥俄号潜艇于2006年2月重新加入其所属舰队。紧接着，佛罗里达号潜艇亦于2006年4月完成改装重新归队。密歇根号潜艇的改装工作则于2006年11月完成。2007年10月，改装后的俄亥俄号潜艇首次出海。2008年3月，佐治亚号潜艇完成改装返回金斯湾。预计这4艘巡航导弹核潜艇将服役至2023-2026年。

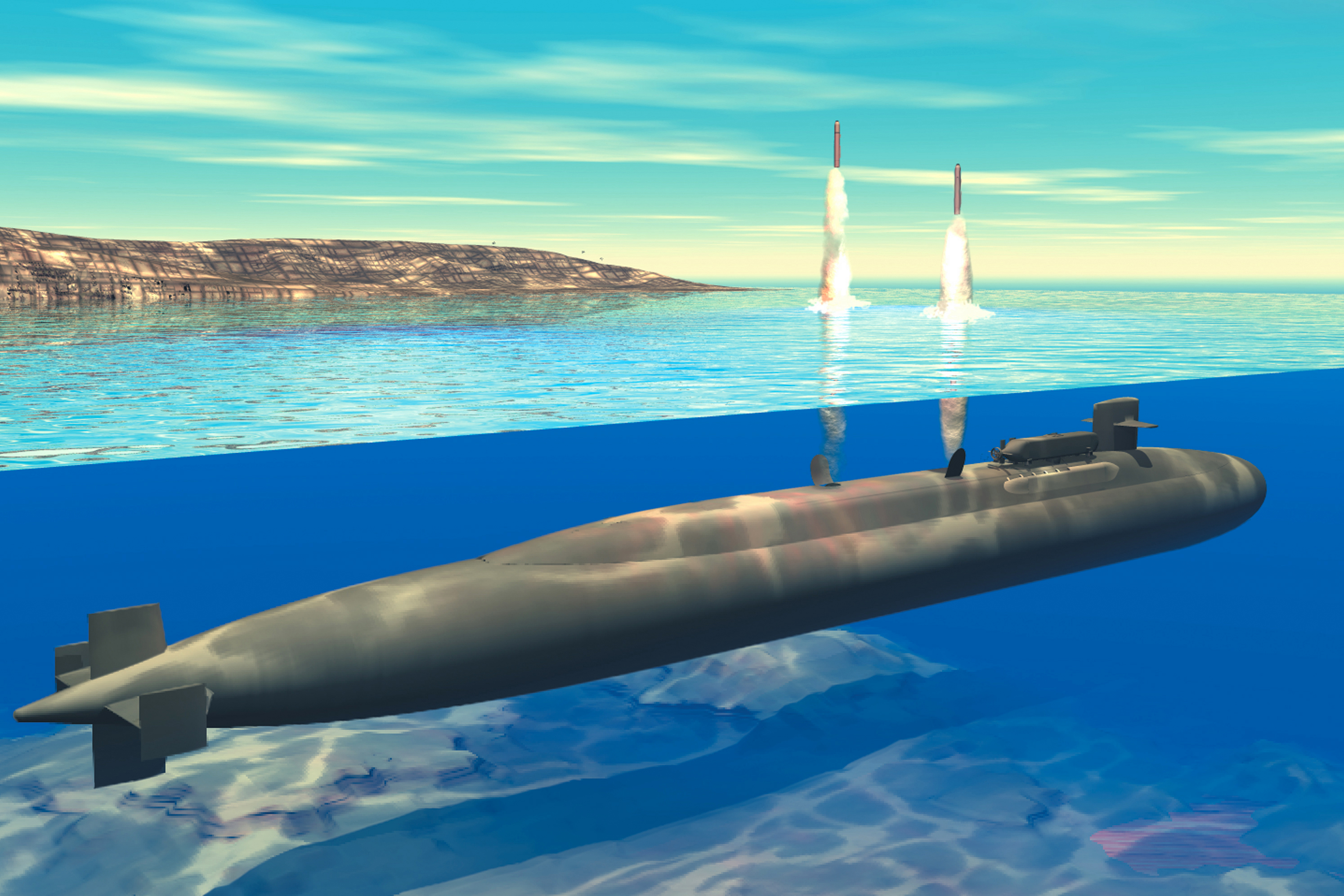
俄亥俄级潜艇发射三叉戟弹道导弹的艺术想象图。

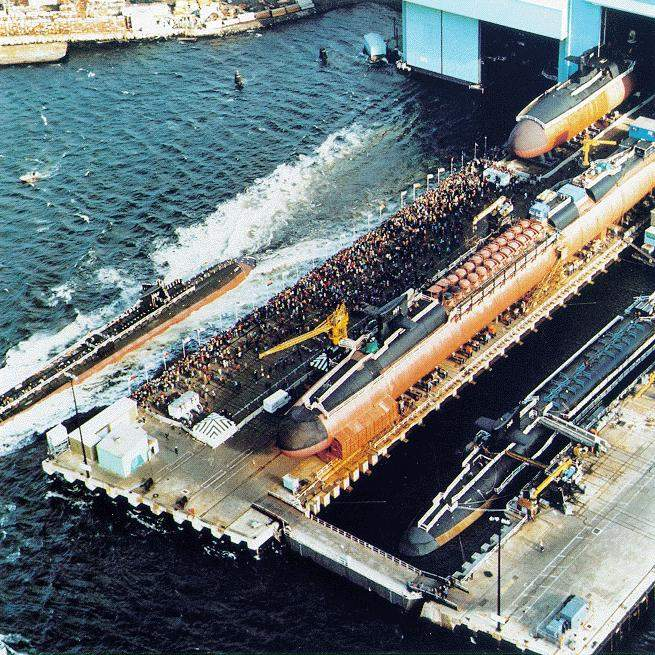
1979年12月，洛杉磯級攻擊型核潛艇鳳凰城號下水，首3艘俄亥俄级也出現在右側

## 新一代的弹道导弹核潜艇
在可预计的将来，美国国防部将会持续依赖海基战略核力量。俄亥俄级潜艇的首艇预计将于2029年退役，这意味着到那时新一代的作战平台必须能够投入使用。相比于俄亥俄级潜艇20亿美元的单艇造价，新一代弹道导弹核潜艇的单艇造价将增至40亿美元。美国海军现有两个方案，第一个方案为弗吉尼亚级核潜艇的变体；第二个方案为一种重新设计船体、或者从俄亥俄级潜艇升级的新型弹道导弹核潜艇。
2007年，美国海军与通用动力电船公司以及纽波特·纽斯造船厂联合展开该项目的成本控制研究。至2008年12月，美国海军与通用动力电船公司签署一项合同，后者将展开新一代弹道导弹核潜艇的导弹仓的设计工作，该项合同价值5亿9200万美元。纽波特·纽斯造船厂则预计能够接收到占该工程款项总额接近4%的订单。尽管美国海军尚未对外确认该项目的存在，但是美国国防部长罗伯特·盖茨于2009年4月指出海军应该在2010年开始实施该项目。新一代潜艇的设计工作预计将于2014年展开。如果需要使用新设计的船体，则该项目必须于2016年之前开始实施，否则至2029年将无法交付使用。

## 未來取代
2010年美國的超音速無人戰機（導彈）獵鷹HTV-2試飛成功後，美軍表示未來獵鷹HTV-2服役後，可能將取代現有的彈道飛彈。屆時俄亥俄級潛艇也將會退役。2011年8月11日上午「獵鷹」HTV-2飛機在美國加州范登堡空軍基地成功發射升空，在獨自飛行並返回地球時失去聯繫。

## 大众文化中的俄亥俄级
作为一类弹道导弹核潜艇，俄亥俄级潜艇经常成为小说和电影中的重要角色。
其中，阿拉巴馬號（USS Alabama SSBN-731）是电影《赤色风暴》（Crimson Tide）的主要背景，电影讲述了该潜艇由于受到攻击而无法顺利接收到总部传递的是否发射潜射弹道导弹的命令，最终导致一场发生于舰长和副舰长之间的兵变的故事。
詹姆斯·卡梅隆于1989年执导的电影（The Abyss）中，虚构的蒙大拿号潜艇的沉没引发了之后的一连串故事。美国海军海豹部队试图展开营救，但是发现蒙大拿号潜艇中的船员已于沉没过程中死亡。在营救任务中，一名海豹部队队员曾经透露了蒙大拿号潜艇的导弹配备，她说道：“共有24枚三叉戟导弹，每枚导弹中包含了8个多目标重返大气层载具。你眼前的这个载具就是一枚战术核武器，标称当量为5万吨，相当于广岛原子弹的5倍。”另一位角色则回应道：“上帝啊！这足以引发第三次世界大战了……”其后，海豹部队移除了多目标重返大气层载具上的核弹头，并通过“热启动”法触发了核弹，摧毁了在该海域航行的苏联潜艇。
美國廣播公司於2012年時播放的電視劇《核艦風雲》（Last Resort），是以一艘虛構的俄亥俄級彈道潛艇科羅拉多號（USS Colorado SSBN-753）作為主要場景。但現實世界中唯一以科羅拉多號為名的潛艇，其實是一艘維吉尼亞級核子攻擊潛艇，USS Colorado SSN-788。
在汤姆·克兰西的小说中，这些弹道导弹核潜艇亦扮演了重要角色。

## 同級艦艇列表
| 舷號                   | 艇名                                | 下水時間       | 服役時間       | 母港                     | 現狀   |
| 已改装为巡航导弹核潜艇 |                                     |                |                |                          |        |
| SSGN-726               | 俄亥俄號 USS Ohio                   | 1979年4月7日   | 1981年11月11日 | 華盛頓州班戈海軍潛艇基地 | 服役中 |
| SSGN-727               | 密歇根號 USS Michigan               | 1980年4月26日  | 1982年9月11日  | 華盛頓州班戈海軍潛艇基地 | 服役中 |
| SSGN-728               | 佛羅里達號 USS Florida              | 1981年11月14日 | 1983年6月18日  | 佐治亞州金斯灣海軍基地   | 服役中 |
| SSGN-729               | 佐治亞號 USS Georgia                | 1982年11月6日  | 1984年2月11日  | 佐治亞州金斯灣海軍基地   | 服役中 |
| 弹道导弹核潜艇         |                                     |                |                |                          |        |
| SSBN-730               | 亨利·M·傑克遜號 USS Henry M Jackson | 1983年10月15日 | 1984年10月16日 | 華盛頓州班戈海軍潛艇基地 | 服役中 |
| SSBN-731               | 阿拉巴馬號 USS Alabama              | 1984年5月19日  | 1985年5月25日  | 華盛頓州班戈海軍潛艇基地 | 服役中 |
| SSBN-732               | 阿拉斯加號 USS Alaska               | 1985年1月12日  | 1986年1月25日  | 佐治亞州金斯灣海軍基地   | 服役中 |
| SSBN-733               | 內華達號 USS Nevada                 | 1985年9月14日  | 1986年8月16日  | 華盛頓州班戈海軍潛艇基地 | 服役中 |
| SSBN-734               | 田納西號 USS Tennessee              | 1986年12月13日 | 1988年12月17日 | 佐治亞州金斯灣海軍基地   | 服役中 |
| SSBN-735               | 賓夕法尼亞號 USS Pennsylvania       | 1988年4月23日  | 1989年9月9日   | 華盛頓州班戈海軍潛艇基地 | 服役中 |
| SSBN-736               | 西弗吉尼亞號 USS West Virginia      | 1989年10月14日 | 1990年10月20日 | 佐治亞州金斯灣海軍基地   | 服役中 |
| SSBN-737               | 肯塔基號 USS Kentucky               | 1990年8月11日  | 1991年7月13日  | 華盛頓州班戈海軍潛艇基地 | 服役中 |
| SSBN-738               | 馬里蘭號 USS Maryland               | 1991年8月10日  | 1992年6月13日  | 佐治亞州金斯灣海軍基地   | 服役中 |
| SSBN-739               | 內布拉斯加號 USS Nebraska           | 1992年8月15日  | 1993年7月10日  | 華盛頓州班戈海軍潛艇基地 | 服役中 |
| SSBN-740               | 羅德島號 USS Rhode Island           | 1993年7月17日  | 1994年7月9日   | 佐治亞州金斯灣海軍基地   | 服役中 |
| SSBN-741               | 緬因號 USS Maine                    | 1994年7月16日  | 1995年7月29日  | 華盛頓州班戈海軍潛艇基地 | 服役中 |
| SSBN-742               | 懷俄明號 USS Wyoming                | 1995年7月15日  | 1996年7月13日  | 佐治亞州金斯灣海軍基地   | 服役中 |
| SSBN-743               | 路易斯安那號 USS Louisiana          | 1996年7月27日  | 1997年9月6日   | 華盛頓州班戈海軍潛艇基地 | 服役中 |

### 引用
1. 1 2 3 4 5 6 7 8 9 10 11 12 13 14  .   [2009-08-22]. （原始内容存档于2012-01-25）.
2. 1 2 3 4 5  .   [2009-08-22]. （原始内容存档于2009-04-26）.
3. ↑  . CBS 4 News Jacksonville.   [2008-12-03]. （原始内容存档于2009-03-05）.
4. ↑  .   [2009-08-22]. （原始内容存档于2009-04-21）.
5. ↑   (PDF). General Dynamics Electric Boat. February 2006  [2009-08-22]. （原始内容 (PDF)存档于2009-07-31）.
6. 1 2 3 4  .   [2009-08-22]. （原始内容存档于2009-04-21）.
7. ↑  Crimson Tide at the Internet Movie Database